# Šestdobe
Šestdobe so naselje v Občini Rače - Fram. Sprva so bile Šestdobe del naselja Ranče, ki je bil na pobudo krajanov leta 2013 preimenovan.